# 10. květen
10. květen je 130. den roku podle gregoriánského kalendáře (131. v přestupném roce). Do konce roku zbývá 235 dní.

## Události

### Česko
- 1222 – Přemysl Otakar I. rozšiřuje konkordát na všechny české církevní úřady
- 1627 – Bylo vydáno Obnovené zřízení zemské – zemská ústava v Čechách.
- 1628 – Bylo vydáno Obnovené zřízení zemské – zemská ústava na Moravě.
- 1849 – Rakouská policie zatkla skupinu českých politiků, kteří společně s Michailem Bakuninem připravovali povstání proti vládě. Nezdařený pokus dostal název „májové spiknutí“.
- 1868 – Na hoře Říp se konal první „Tábor lidu“ za účasti 20 000 osob, které požadovaly spravedlnost pro české země v Rakousku; při této příležitosti byl také vylomen základní kámen pro stavbu Národního divadla.
- 1912 – Dokončení chaty a vyhlídkové věže na Pradědu
- 1925 – Osvobozené divadlo zahájilo činnost.
- 1945 – Klement Gottwald se vrátil ze SSSR do Prahy jako místopředseda československé vlády a předseda Národní fronty.
- 1956 – Jeden z nejúspěšnějších hudebníků meziválečné ČSR R. A. Dvorský byl propuštěn z komunistického vězení kvůli těžké nemoci. Trest 5letého vězení dostal za plánovaný útěk z republiky.
- 1970 – Bylo zahájeno vysílání 2. programu Československé televize.
- 1990 – Do Univerzity Karlovy byly začleněny 3 teologické fakulty.
- 1991 – Byly vyhlášeny Národní park Šumava a Národní park Podyjí.
- 1999 – Česká vláda nalila téměř 10 miliard do ztrátové Komerční banky
- 2007 – Kuřimská kauza: Barbora Škrlová v roli Anny odchází rozhodnutím soudu za Ondřejem a Jakubem do brněnského Klokánku. Následuje její útěk do Dánska. Postupně se vyjasňuje, že dívku hrála dospělá žena.
- 2008 – Mariánské Lázně oslavily 200 let lázeňství.

### Svět
- 1267 – Vídeňská katolická církev poručila všem Židům nosit speciální kaftan, aby byli snadno rozpoznatelní.
- 1291 – Skotská šlechta uznala anglickému králi Eduardovi I. právo na trůn.
- 1503 – Kryštof Kolumbus objevil Kajmanské ostrovy a pojmenoval je Las Tortugas po tamním velkém výskytu želv.
- 1534 – Francouzský mořeplavec Jacques Cartier doplul do Newfoundlandu.
- 1773 – Parlament Velké Británie vydal čajový zákon, jehož cílem je zachránit Britskou Východoindickou společnost udělením monopolu pro severoamerický čajový obchod.
- 1824 – Byla pro veřejnost poprvé otevřena Národní galerie v Londýně.
- 1869 – Leland Stanford na Promontory Summit v Utahu slavnostně zatloukl zlatý hřeb a tím završil výstavbu První transkontinentální železnice, protínající celé Spojené státy od východního k západnímu pobřeží.
- 1871 – Ve Frankfurtu nad Mohanem byla uzavřena mírová smlouva, která ukončila Prusko-francouzskou válku.
- 1881 – Karel I. je korunován rumunským králem.
- 1908 – Den matek byl poprvé slaven v USA, v Graftoně v Západní Virginii.
- 1933 – V Německu pořádali nacisté mohutné veřejné spalování knih.
- 1940
  - Druhá světová válka: Německá vojska překročila nizozemské, lucemburské a belgické hranice a začala bitva o Francii.
  - Winston Churchill se stal premiérem Spojeného království.
- 1941 – Druhá světová válka: Rudolf Hess, třetí nejmocnější politik nacistického Německa, odletěl vyjednávat o příměří do Spojeného království.
- 1953 – Saská Kamenice byla přejmenována na Karl-Marx-Stadt.
- 1962 – Marvel Comics vydal první komiksovou knihu o Hulkovy.
- 1971 – Byla vypuštěna sovětská planetární sonda Kosmos 419, která se měla pokusit o přistání na Marsu.
- 1994 – Nelson Mandela byl inaugurován za prvního černošského prezidenta Jihoafrické republiky.
- 2013 – Mrakodrap One World Trade Center se stal nejvyšší stavbou na západní polokouli.

## Narození

### Česko

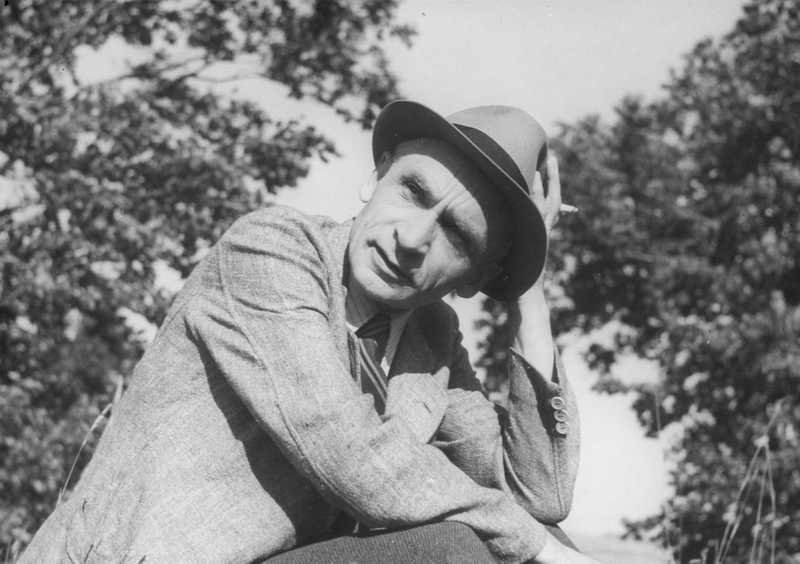
Jan Weiss (* 1892)

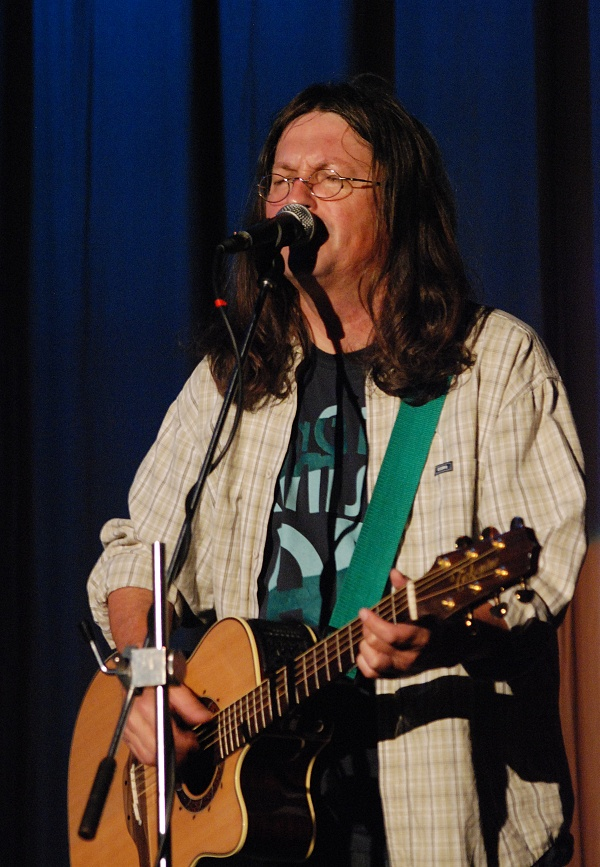
Ivan Hlas (* 1954)

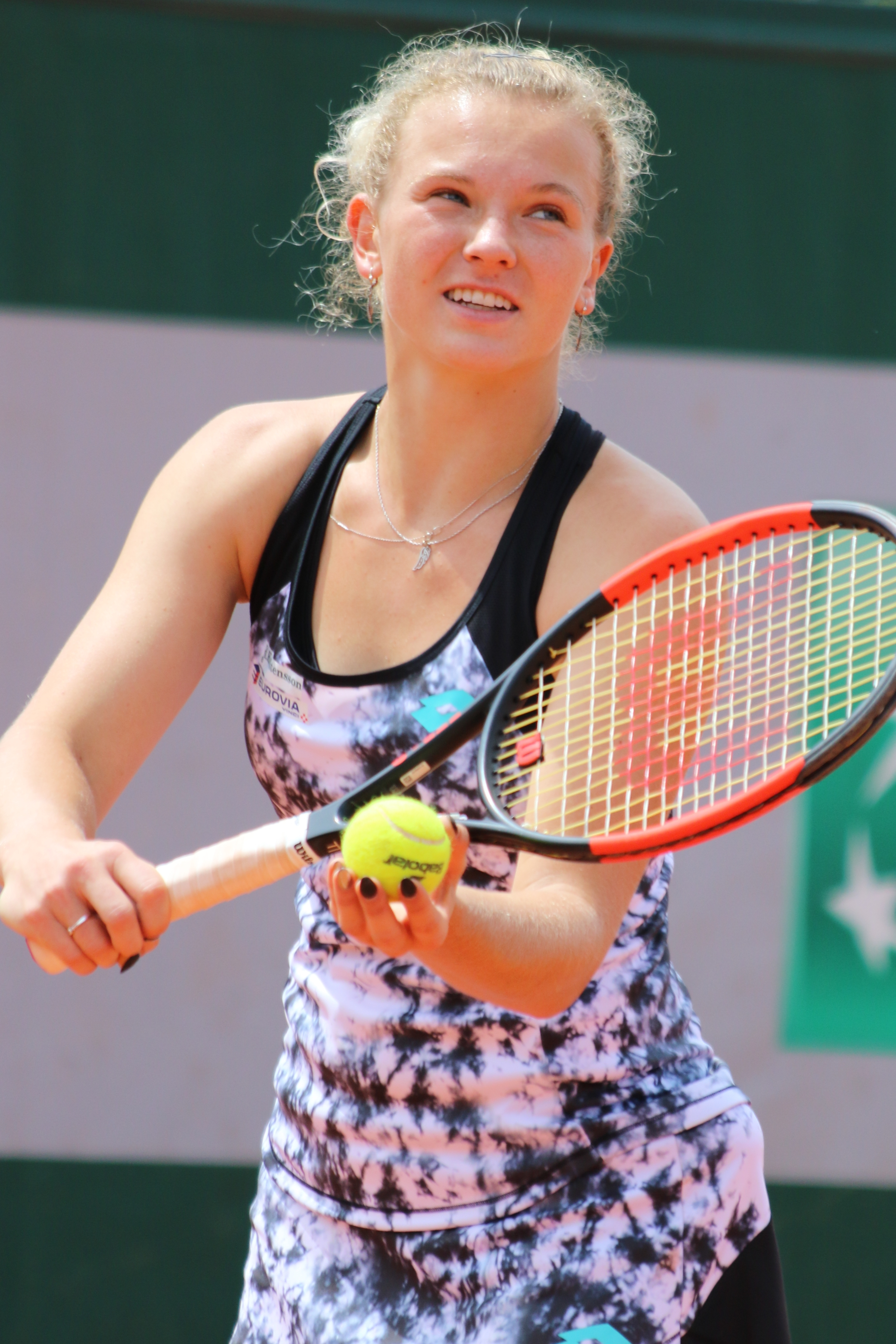
Kateřina Siniaková (* 1996)

- 1810 – Anton Mansuet Richter, rakouský a český právník a politik německé národnosti († 4. ledna 1880)
- 1817 – Jan Streng, lékař, rektor UK († 31. března 1887)
- 1826 – Jan Nepomuk Soukop, kněz, básník, folklorista a speleolog († 26. března 1892)
- 1862 – Karel Bautzký, hudební skladatel († 3. března 1919)
- 1870 – Vladimír Hornof, kněz a básník († 26. července 1942)
- 1874 – Alois Zych, fotograf († 20. července 1943)
- 1885 – Marie Záhořová-Němcová, pedagožka, vnučka Boženy Němcové († 21. května 1930)
- 1888 – Antonín Raymond, moderní architekt († 21. listopadu 1976)
- 1892 – Jan Weiss, spisovatel († 7. března 1972)
- 1897 – Julius Lébl, herec, scenárista, dramaturg a režisér († 22. prosince 1960)
- 1899 – Otakar Borůvka, matematik († 22. července 1995)
- 1900 – Zdeněk Bořek Dohalský, český šlechtic, člen protinacistického odboje a novinář († 2. května 1945)
- 1902 – Antonín Matěj Píša, český básník, literární a divadelní kritik († 26. února 1966)
- 1904 – Jan Merell, římskokatolický teolog, biblista († 22. září 1986)
- 1905 – Josef Trojan, herec, novinář, filmový kritik, scenárista a básník († 21. července 1965)
- 1906 – Jan Vella, československý pilot RAF († 10. ledna 1945)
- 1910
  - Tomáš Býček, příslušník výsadku Barium († 29. listopadu 1986)
  - Antonín Strnadel, malíř, grafik a ilustrátor († 31. října 1975)
- 1914 – Emil Hadač, geobotanik († 23. dubna 2003)
- 1920 – Josef Svoboda, scénograf († 8. dubna 2002)
- 1921 – Jindřich Marco, fotograf a numismatik († 20. prosince 2000)
- 1926 – František Bartoš, český motocyklový závodník († 21. ledna 1987)
- 1927 – Ladislav Hejdánek, filosof († 28. dubna 2020)
- 1929 – Richard Salzmann, politik, právník a finančník († 2. října 2023)
- 1931 – Miroslav Florian, básník († 10. května 1996)
- 1932 – Josef Hrubý, spisovatel, básník, překladatel, výtvarník († 19. července 2017)
- 1943 – Jan Malý, lékař, emeritní ředitel Institutu klinické a experimentální medicíny († 31. srpna 2021)
- 1950 – Miroslav Sychra, fotograf a politik
- 1951 – Jana Ryšlinková, matematička a politička
- 1954 – Ivan Hlas, písničkář a hudebník
- 1956 – Vlasta Žehrová, herečka
- 1957 – Petr Daněk, muzikolog, pedagog, dramaturg
- 1960
  - Miroslav Hajn, tanečník a taneční pedagog († 28. září 2015)
  - Tereza Pokorná, herečka a tanečnice
- 1968 – Linda Finková, herečka
- 1973
  - Zuzana Koubková, autorka historických románů z prostředí přemyslovského státu
  - Jan Vacek, tenista
- 1976 – Tomáš Indruch, vodní slalomář a kanoista
- 1979 – Tomáš Hudeček, bývalý primátor hlavního města Prahy, přírodovědec a vysokoškolský pedagog
- 1989 – Hana Věrná, producentka a modelka
- 1996 – Kateřina Siniaková, tenistka

### Svět

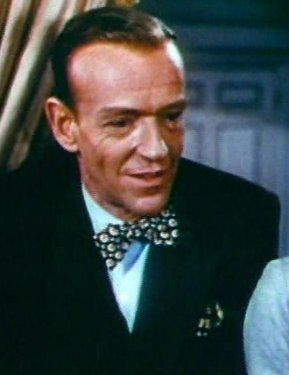
Fred Astaire (* 1899)

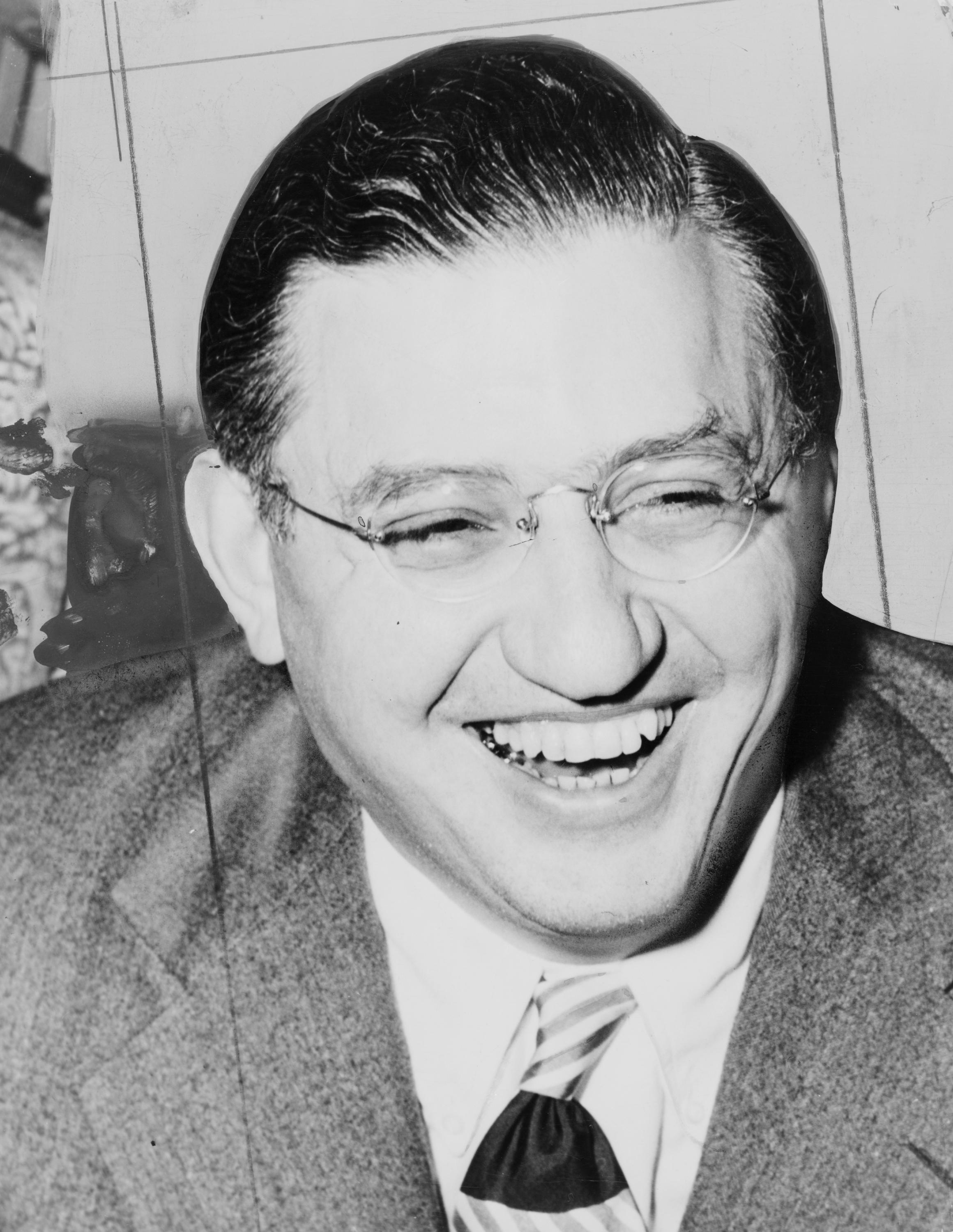
David O. Selznick (* 1902)

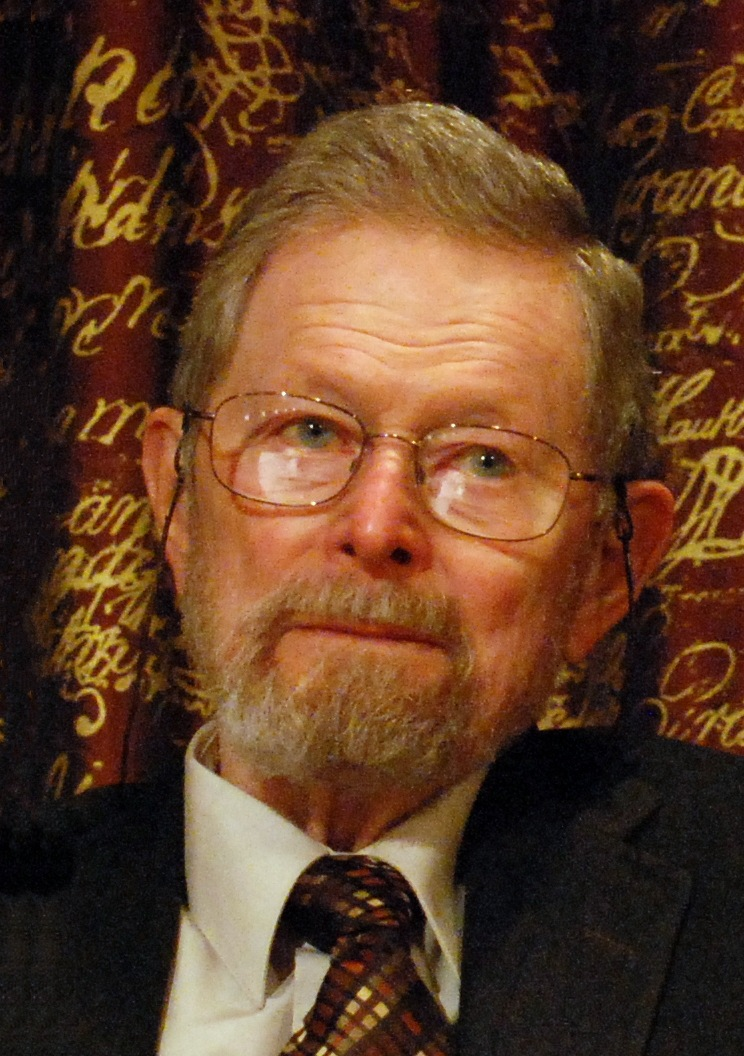
George Elwood Smith (* 1930)

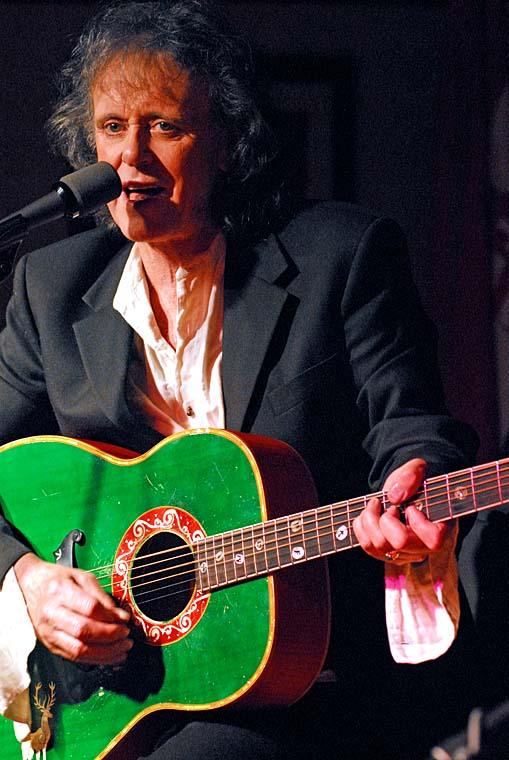
Donovan (* 1946)

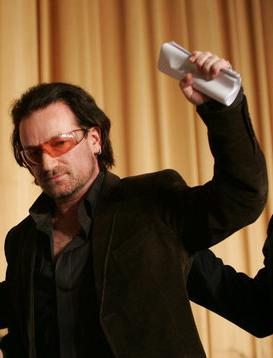
Bono Vox (* 1960)

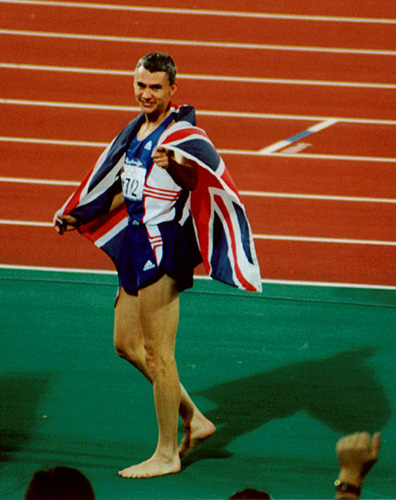
Jonathan Edwards (* 1966)

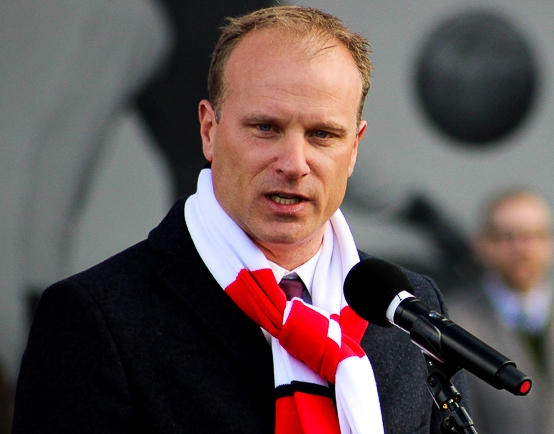
Dennis Bergkamp (* 1969)

- 1290 – Jan Habsburský, syn rakouského vévody Rudolfa II. a Anežky Přemyslovny († 13. prosince 1312/1313)
- 1631 – Flavio Chigi, italský římskokatolický kněz, biskup a kardinál († 13. září 1693)
- 1697 – Jean-Marie Leclair, francouzský skladatel a houslový virtuos († 22. října 1764)
- 1727 – Anne Robert Jacques Turgot, francouzský ekonom a státník († 18. března 1781)
- 1745 – Vilém Florentin Salm-Salm, belgický biskup, arcibiskup pražský († 14. září 1810)
- 1746 – Gaspard Monge, francouzský přírodovědec a matematik († 28. července 1818)
- 1752 – Pierre Riel de Beurnonville, francouzský generál a politik († 23. dubna 1821)
- 1754 – Asmus Jacob Carstens, německý malíř († 25. května 1798)
- 1760
  - Johann Peter Hebel, německý spisovatel, teolog a pedagog († 22. září 1826)
  - Claude Joseph Rouget de Lisle, francouzský revolucionář a skladatel († 26. července 1836)
- 1770 – Louis-Nicolas Davout, francouzský maršál († 1. června 1823)
- 1775 – Antoine Lasalle, francouzský generál († 6. července 1809)
- 1788
  - Kateřina Pavlovna, ruská velkokněžna, württemberská královna († 9. ledna 1819)
  - Augustin-Jean Fresnel, francouzský fyzik († 14. července 1827)
- 1807 – Bernhard Horwitz, britský šachový mistr († 29. srpna 1885)
- 1816 – Friedrich Gerstäcker, německý cestovatel a spisovatel († 31. května 1872)
- 1825 – Heinrich Tønnies, dánský fotograf († 11. prosince 1903)
- 1829 – Alexander Bassano, anglický dvorní fotograf († 21. října 1913)
- 1830 – François-Marie Raoult, francouzský chemik († 1. dubna 1901)
- 1838
  - James Bryce, britský státovědec († 22. ledna 1922)
  - John Wilkes Booth, americký herec, vrah prezidenta Lincolna († 26. dubna 1865)
- 1843 – Benito Pérez Galdós, španělský spisovatel († 4. ledna 1920)
- 1864 – Eugen d'Albert, německý klavírista a hudební skladatel († 3. března 1932)
- 1866 – Léon Bakst, ruský malíř († 28. prosince 1924)
- 1870 – Reginald Tyrwhitt, britský admirál († 30. května 1951)
- 1872 – Marcel Mauss, francouzský sociolog a antropolog († 10. února 1950)
- 1873 – Peyveste Hanımefendi, desátá manželka osmanského sultána Abdulhamida II. († 1943)
- 1875 – Eugen Schauman, finský nacionalista († 16. června 1904)
- 1876 – Ivan Cankar, slovinský spisovatel († 11. prosince 1918)
- 1878 – Gustav Stresemann, německý říšský kancléř († 3. října 1929)
- 1886
  - Karl Barth, švýcarský protestantský teolog († 10. prosince 1968)
  - Olaf Stapledon, britský filozof a autor sci-fi († 6. září 1950)
- 1888 – Max Steiner, rakouský hudební skladatel († 28. prosince 1971)
- 1890 – Alfred Jodl, náčelník operačního štábu německých ozbrojených sil za druhé světové války († 16. října 1946)
- 1897
  - Einar Gerhardsen, norský premiér († 19. září 1987)
  - Margaret Mahlerová, maďarsko-americká pediatrička a psychoanalytička († 2. října 1985)
- 1898
  - Georg Johansson-Brandius, švédský hokejista († 20. dubna 1964)
  - Ada Blackjack, inuitka, která dva roky žila jako trosečnice na neobydleném Wrangelově ostrově († 29. března 1983)
- 1899
  - Fred Astaire, americký zpěvák, herec, choreograf a tanečník († 22. června 1987)
  - Ernst von Starhemberg, rakouský ministr vnitra a vicekancléř († 15. března 1956)
  - Čang Ta-čchien, čínský malíř a padělatel obrazů († 2. dubna 1983)
- 1901 – Eino Friberg, americký překladatel finského původu († 27. června 1995)
- 1902 – David O. Selznick, americký filmový producent († 22. června 1965)
- 1903 – Hans Jonas, židovský filosof německého původu († 5. února 1993)
- 1907 – Alfons Bourbonský, následník španělského trůnu v letech 1907–1931 († 6. září 1938)
- 1910 – Eric Berne, americký lékař a psychiatr († 15. července 1970)
- 1918
  - Alfréd Wetzler, slovenský spisovatel († 8. února 1988)
  - Peter Poreku Dery, arcibiskup Tamaly, ghanský kardinál († 6. března 2008)
- 1919
  - Anton Matúšek, slovenský válečný pilot († 22. listopadu 1985)
  - Daniel Bell, americký publicista a sociolog († 25. ledna 2011)
- 1920 – Bert Weedon, britský kytarista († 20. dubna 2012)
- 1923
  - Hejdar Alijev, prezident Ázerbájdžánu († 12. prosince 2003)
  - Michail Alexandrovič Karcev, sovětský konstruktér počítačové techniky († 23. dubna 1983)
  - Gerhard Wahrig, německý jazykovědec († 2. září 1978)
- 1928 – Arnold Rüütel, estonský prezident
- 1930 – George Elwood Smith, americký fyzik, Nobelova cena 2009
- 1933 – Michael Garrick, britský jazzový klavírista († 11. listopadu 2011)
- 1934 – Štefan Kvietik, slovenský herec, divadelní pedagog a politik († 21. března 2025)
- 1937
  - Tamara Pressová, sovětská atletka, trojnásobná olympijská vítězka
  - Mike Melvoin, americký jazzový klavírista († 22. února 2012)
- 1938
  - Manuel Santana, španělský tenista
  - Joe Moretti, skotský kytarista († 9. února 2012)
- 1942 – Kveta Stražanová, slovenská herečka
- 1944
  - Jim Abrahams, americký filmový režisér a scenárista
  - Marie-France Pisier, francouzská herečka, scenáristka a režisérka († 24. dubna 2011)
- 1946
  - Dave Mason, anglický hudebník, skladatel a kytarista
  - Donovan, skotský zpěvák a básník
  - Jimmy Ponder, americký kytarista († 16. září 2013)
  - Birutė Galdikasová, kanadská antropoložka a etoložka
- 1948 – So Vin, politik barmské junty († 12. října 2007)
- 1949 – Miuccia Prada, italská módní návrhářka
- 1952 – Kikki Danielsson, švédská zpěvačka
- 1953 – Yekta Uzunoğlu, kurdský lékař a podnikatel
- 1954 – James Sethian, americký matematik
- 1955 – Mark David Chapman, vrah Johna Lennona
- 1957 – Sid Vicious, basový kytarista skupiny Sex Pistols († 2. února 1979)
- 1958
  - Gaétan Boucher, kanadský rychlobruslař, olympijský vítěz
  - Rick Santorum, americký senátor a kandidát na prezidenta USA
- 1960
  - Bono Vox, irský hudebník, vedoucí skupiny U2
  - Merlene Otteyová, jamajská atletka, sprinterka
- 1963
  - Sławomir Skrzypek, polský ekonom († 10. dubna 2010)
  - Lisa Nowaková, americká astronautka
- 1965 – Linda Evangelista, kanadská supermodelka
- 1966 – Jonathan Edwards, britský atlet – trojskokan
- 1967 – Derek Hilland, americký klávesista a zpěvák, člen Iron Butterfly a Whitesnake
- 1969
  - Dennis Bergkamp, nizozemský fotbalista
  - Bob Sinclar, francouzský hudební producent a DJ
- 1971 – Kim Čong-nam, nejstarší syn bývalého severokorejského diktátora Kim Čong-ila († 13. února 2017)
- 1972
  - Katja Seizingerová, německá lyžařka
  - Christian Wörns, německý fotbalista
- 1973
  - Joshua Eagle, australská tenista
  - Rüştü Reçber, turecký fotbalový brankář
- 1977 – Anna Karejevová, ruská házenkářka
- 1980 – Kiril Lazarov, severomakedonský házenkář
- 1984 – Michal Šimečka, slovenský politik
- 1985 – Ryan Getzlaf, kanadský lední hokejista
- 1990 – Ivana Vuletová, srbská atletka, dálkařka
- 1991 – Tim Wellens, belgický silniční cyklista
- 1993
  - Tímea Babosová, maďarská tenistka
  - Halston Sage, americká herečka
- 1995
  - Gabriella Papadakisová, francouzská krasobruslařka
  - Missy Franklinová, americká plavkyně
  - Julien Marchand francouzský ragbista
- 1997 – Júki Hada, japonský sportovní lezec
- 2000 – Sean Quinn, americký silniční cyklista

## Úmrtí

### Česko

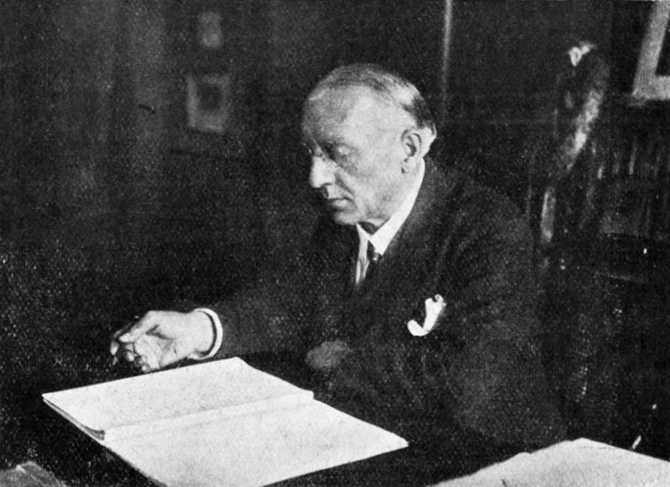
Jaroslav Hilbert († 1936)

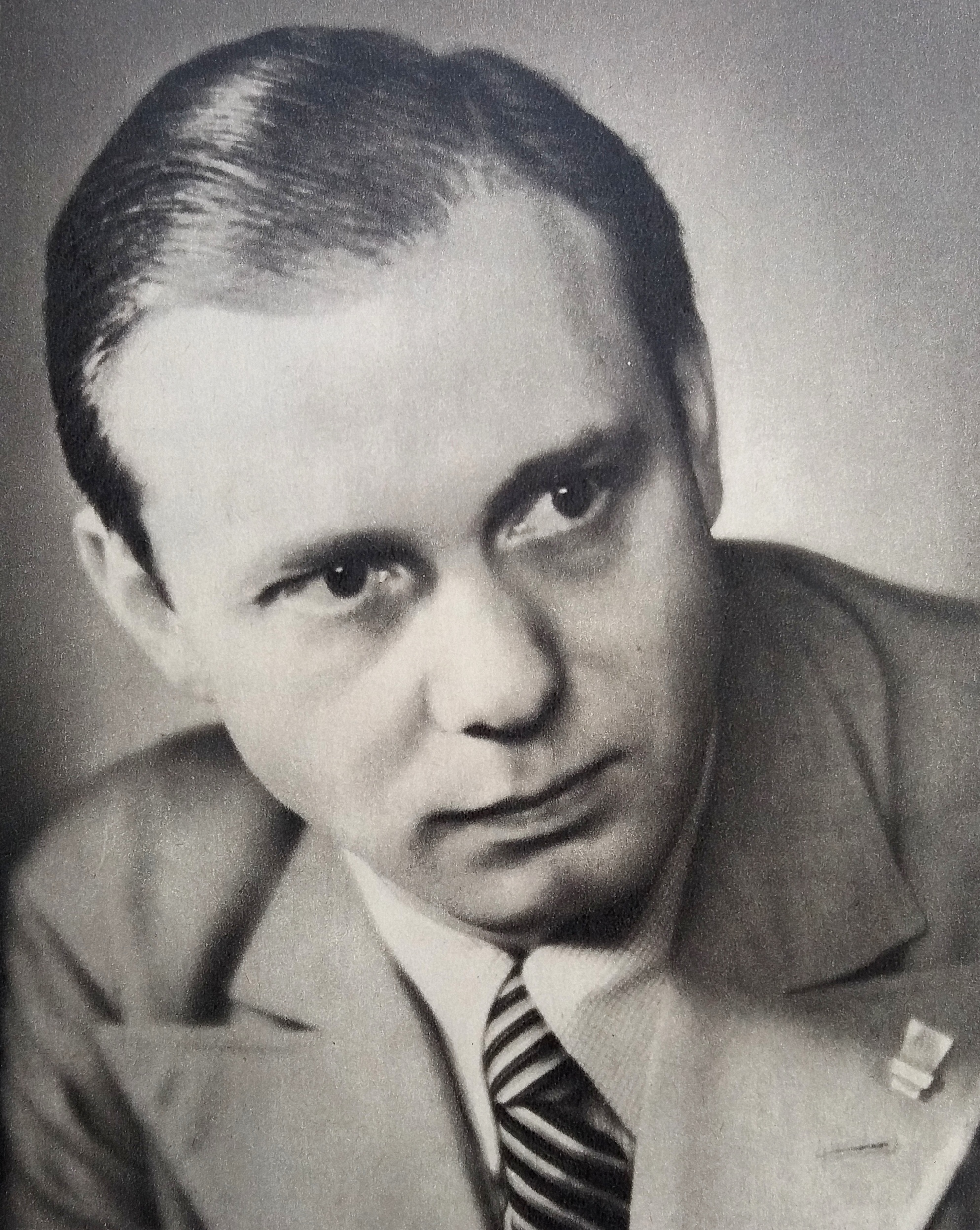
Jan Pivec († 1980)

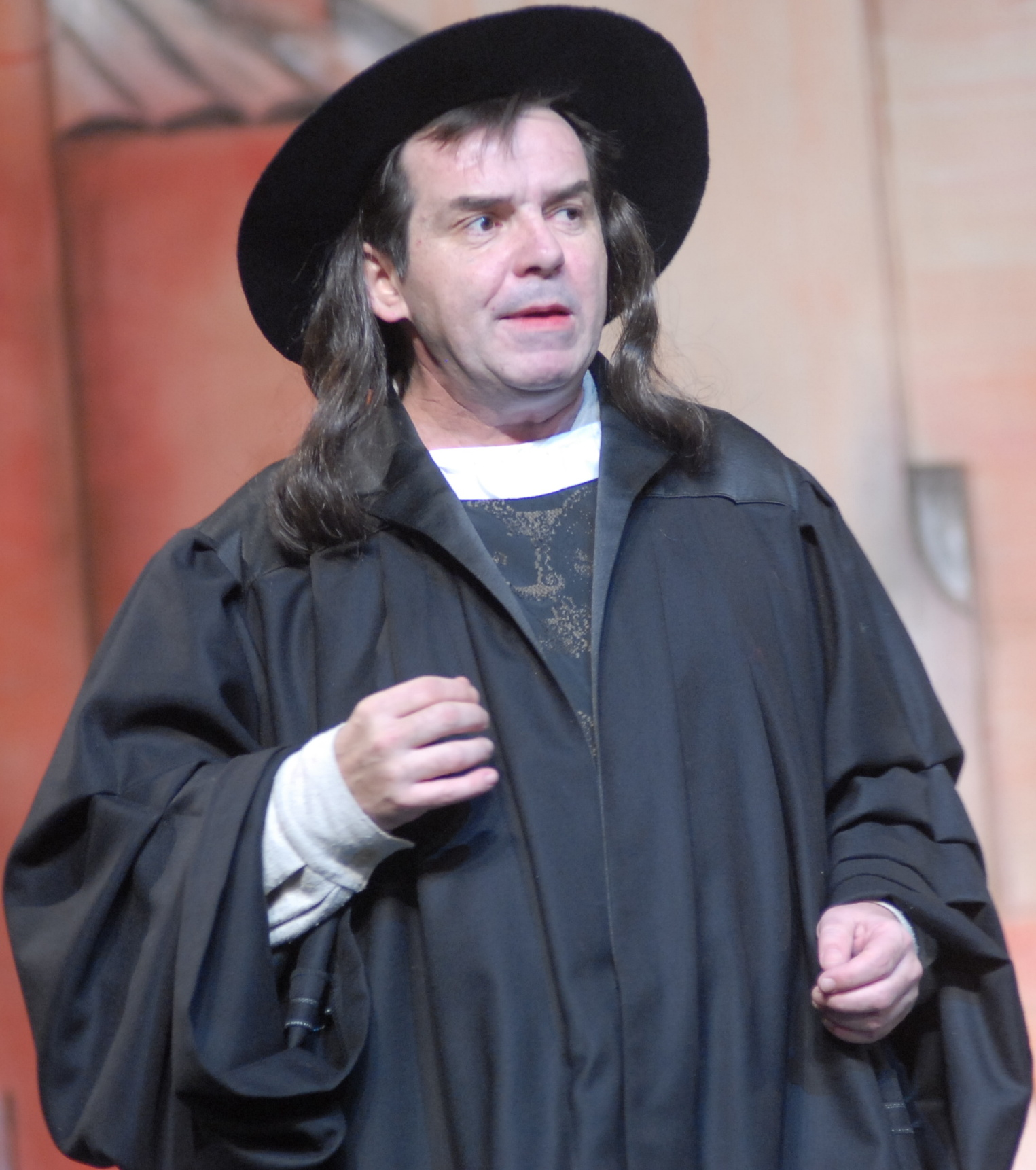
Erik Pardus († 2011)

- 1559 – Kateřina Brunšvická, první manželka Viléma z Rožmberka (* 1534)
- 1752 – Jan Adam z Questenberka, šlechtic a mecenáš umění (* 23. února 1678)
- 1888 – Tomáš Vorbes, pedagog (* 3. ledna 1815)
- 1897 – Bedřich Schnell, mecenáš (* 1808)
- 1919 – Johann Kiemann, právník a politik německé národnosti, poslanec Českého zemského sněmu (* 19. listopadu 1844)
- 1926 – Richard Harry Fletcher, britský žokej žijící v Čechách (* 4. září 1853)
- 1931 – Jan Sobotka, matematik (* 2. září 1862)
- 1934 – Josef Švehla, pedagog, archeolog a spisovatel (* 15. května 1861)
- 1936
  - Bedřich Feuerstein, architekt a scénograf (* 15. ledna 1892)
  - Jaroslav Hilbert, dramatik, spisovatel (* 19. ledna 1871)
- 1943 – František Hodáč, politik, ekonom, otec herečky Nataši Gollové (* 21. srpna 1883)
- 1945
  - Konrad Henlein, sudetoněmecký politik a vůdce separatistického hnutí (* 6. května 1898)
  - Jan Sviták, režisér, herec a scenárista (* 23. prosince 1893)
  - Joe Jenčík, tanečník, pedagog a choreograf (* 22. října 1893)
  - Franz Hodina, československý politik německé národnosti (* 30. listopadu 1877)
  - Karl Fritscher, československý politik německé národnosti (* 28. července 1875)
- 1966 – Josef Sedlák, československý politik (* 28. prosince 1891)
- 1968 – Jiří Sever, fotograf a chemik (* 24. listopadu 1904)
- 1969 – Josef Váchal, výtvarný umělec, básník a spisovatel (* 23. září 1884)
- 1974 – Jakub Pavel, historik umění a památkář (* 19. července 1903)
- 1978 – Vladimír Vondráček, psychiatr (* 23. února 1895)
- 1979 – Žofie Bohumila Langrová, generální představená Kongregace Milosrdných sester sv. Karla Boromejského (* 1. prosince 1896)
- 1980 – Jan Pivec, herec (* 19. května 1907)
- 1984 – Václav Zykmund, výtvarný kritik, malíř a fotograf (* 18. června 1914)
- 1985 – Zdeněk Kunc, zakladatel československé a světové neurochirurgie (* 16. března 1908)
- 1987 – Miroslav Venhoda, hudební skladatel a teoretik, dirigent (* 14. srpna 1915)
- 1995 – Petr Hejduk, bubeník a zdravotník (* 24. srpna 1949)
- 1996 – Miroslav Florian, básník (* 10. května 1931)
- 1999 – Josef Kobr, herec (* 9. září 1920)
- 2004 – Eduard Hodoušek, hispanista a překladatel (* 18. září 1921)
- 2006
  - Vladimír Nekuda, archeolog (* 23. května 1927)
  - Pavel Kalný, horolezec (* 14. května 1967)
- 2010 – Jaroslav Cardal, československý běžec na lyžích (* 16. března 1919)
- 2011 – Erik Pardus, herec (* 2. února 1957)
- 2012 – Jiří Hrůza, urbanista (* 31. května 1925)
- 2013 – Anna Dvořáková, akademická malířka (* 11. března 1924)
- 2015 – Jindřich Roudný, československý atlet, běžec (* 14. února 1924)
- 2020 – Anna Ferencová, herečka (* 25. května 1927)

### Svět

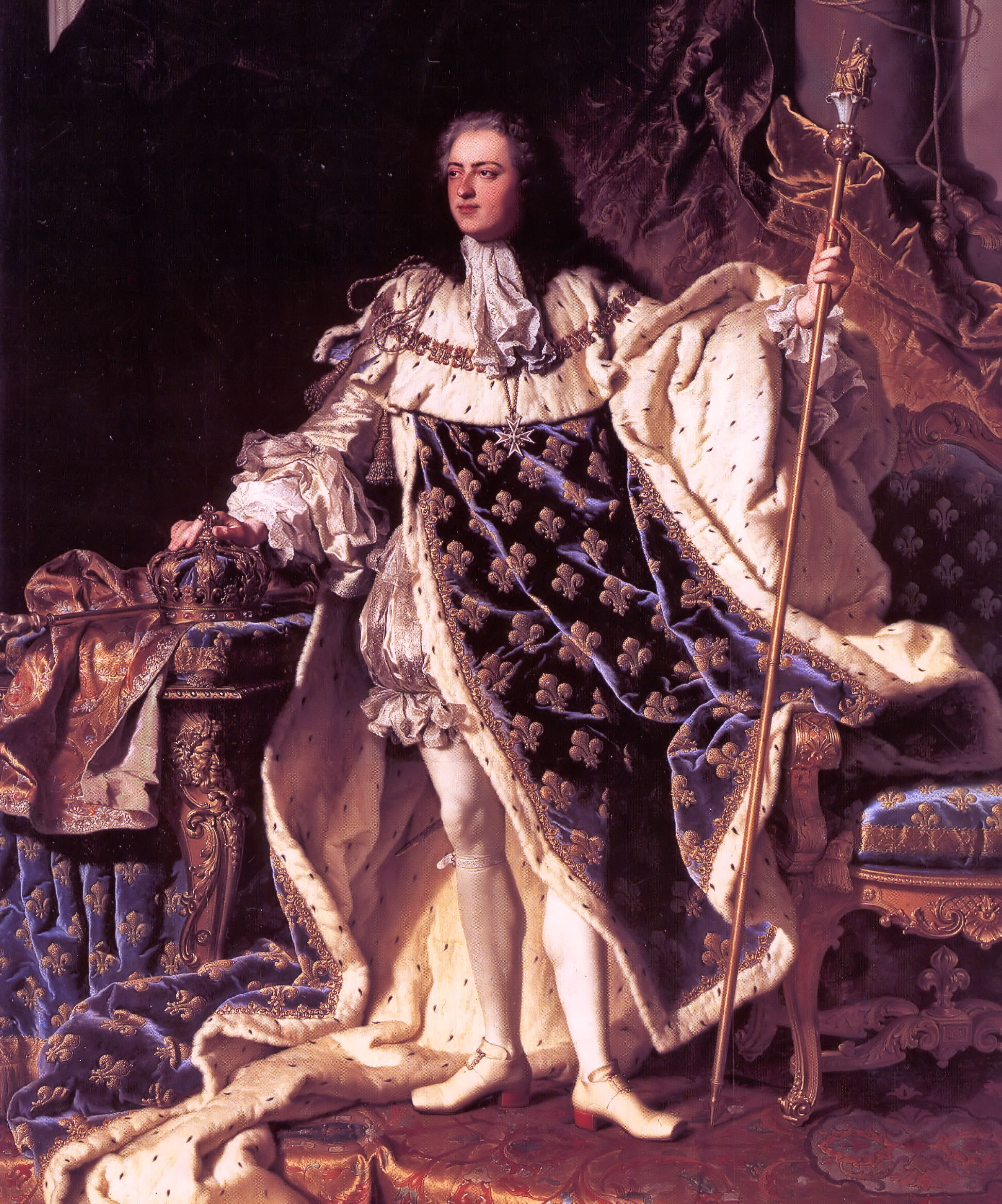
Ludvík XV. († 1774)

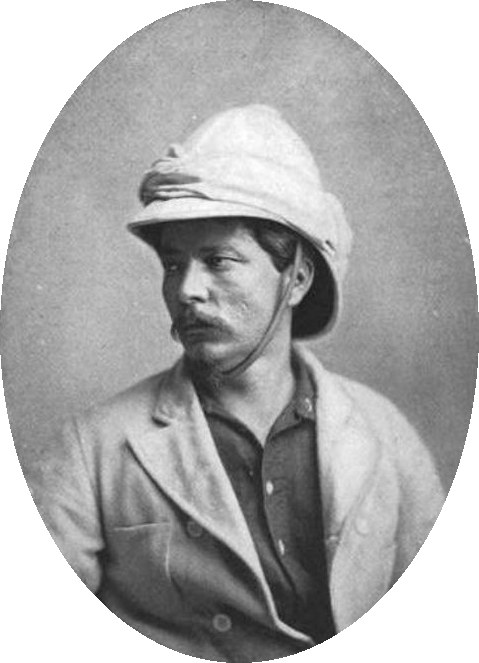
Henry Morton Stanley († 1904)

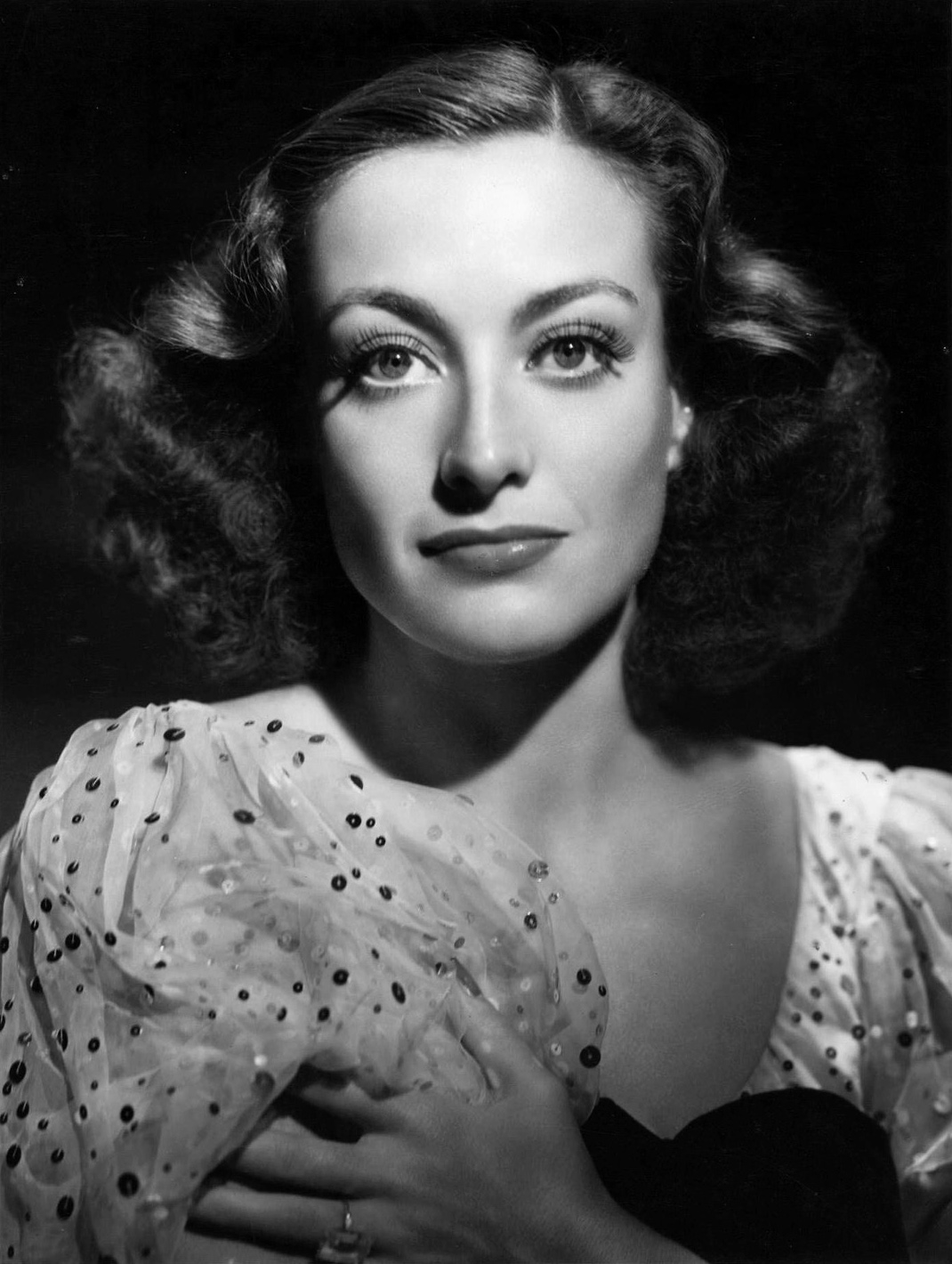
Joan Crawford († 1977)

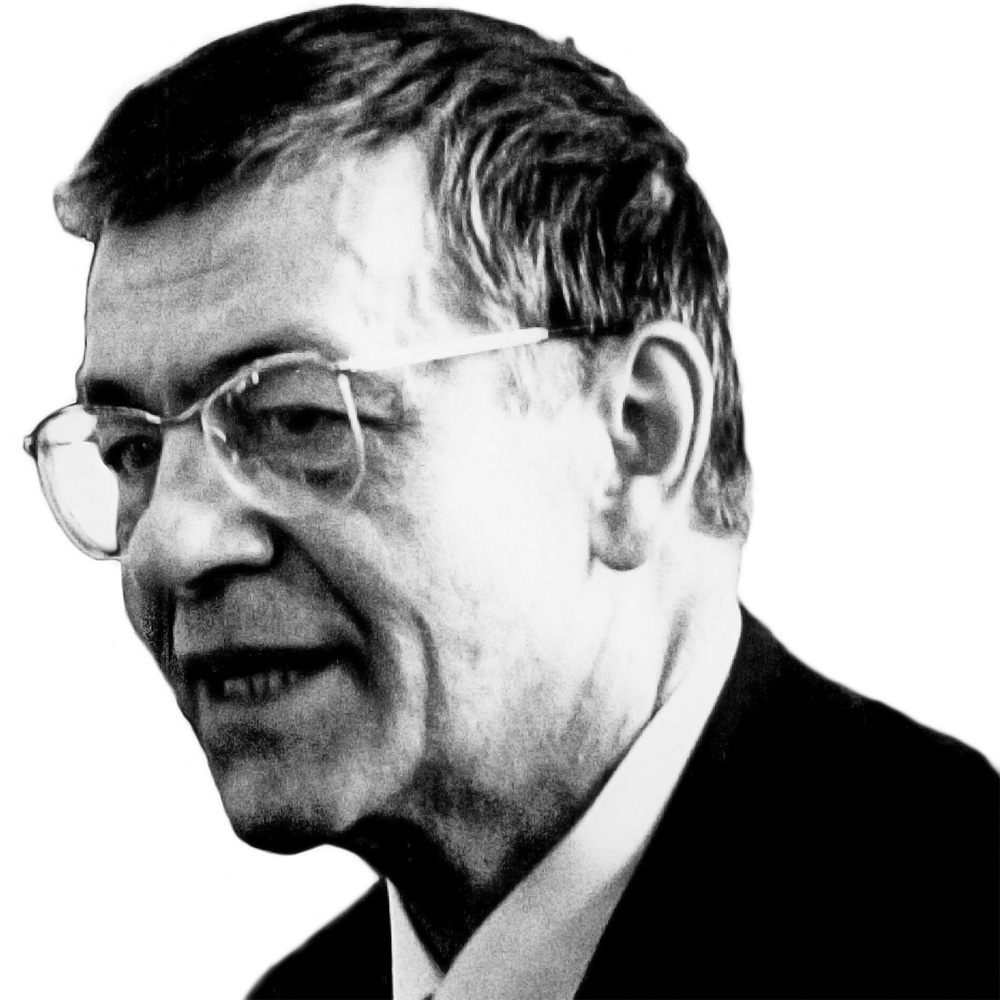
Peter Weiss († 1982)

- 1034 – Měšek II. Lambert, polský král a kníže (* 990)
- 1259 – Beatrix Savojská, hraběnka z Tarenta a pravděpodobně sicilská královna (* 1223)
- 1290 – Rudolf II. Švábský, švagr Václava II.
- 1569 – Svatý Jan z Avily, římskokatolický kněz a teolog (* 6. ledna 1500)
- 1641 – Johan Banér, švédský vojevůdce (* 23. června 1596)
- 1667 – Ludovika Marie Gonzagová, polská královna, manželka dvou polských králů (* 18. srpna 1611)
- 1696 – Jean de La Bruyère, francouzský spisovatel a filosof (* 16. srpna 1645)
- 1720 – Ümmi Sultan, osmanská princezna (* ?)
- 1770 – Charles Avison, britský hudební skladatel (* 16. února 1709)
- 1737 – Nakamikado, japonský císař (* 14. ledna 1702)
- 1774 – Ludvík XV., francouzský král (* 15. února 1710)
- 1775 – Karolina Matylda Hannoverská, britská princezna, dánská a norská královna (* 22. července 1751)
- 1794 – Alžběta Filipína Francouzská, francouzská princezna (* 7. května 1764)
- 1813 – Johann Karl Wilhelm Illiger, německý entomolog a zoolog (* 19. listopadu 1775)
- 1817 – Jean-Sifrein Maury, francouzský kněz a spisovatel (* 28. června 1746)
- 1822 – Paolo Ruffini, italský matematik a filosof (* 22. září 1765)
- 1829 – Thomas Young, britský polyhistor (* 13. června 1773)
- 1849 – Hokusai, japonský malíř a dřevorytec (* 1760)
- 1863 – Thomas Jonathan Jackson, americký generál Konfederace (* 21. ledna 1824)
- 1864 – Heinrich Müller, německý anatom (* 17. prosince 1820)
- 1889 – Michail Jevgrafovič Saltykov-Ščedrin, ruský spisovatel (* 27. ledna 1826)
- 1904 – Sir Henry Morton Stanley, britský novinář, cestovatel (* 28. ledna 1841)
- 1909 – Šimei Futabatei, japonský spisovatel, překladatel a novinář (* 4. dubna 1864)
- 1910 – Stanislao Cannizzaro, italský chemik (* 13. července 1826)
- 1915 – Karl Lamprecht, německý historik (* 25. února 1856)
- 1916 – Robert Emil Kraft, německý spisovatel (* 3. října 1859)
- 1934 – Vjačeslav Menžinskij, sovětský politik (* 31. srpna 1874)
- 1940 – Stanisław Bułak-Bałachowicz, polský generál (* 12. listopadu 1883)
- 1941 – Diederik Korteweg, nizozemský matematik (* 31. března 1848)
- 1945 – Fritz Freitag, německý generál (* 28. dubna 1894)
- 1952 – Clark Leonard Hull, americký psycholog (* 25. května 1884)
- 1959 – Re'uven Šiloach, první ředitel izraelské zpravodajské služby Mosad (* 20. prosince 1909)
- 1965 – William Pettersson, americký olympijský vítěz ve skoku do dálky 1920 (* 6. října 1895)
- 1968 – Vasilij Danilovič Sokolovskij, náčelník generálního štábu Rudá armády (* 21. července 1897)
- 1972
  - Tido J. Gašpar, slovenský novinář a spisovatel (* 7. března 1893)
  - Otto Isakower, rakouský psychiatr a psychoanalytik (* 2. června 1899)
- 1973 – Karin Smirnoff, finská spisovatelka (* 26. února 1880)
- 1977 – Joan Crawfordová, americká filmová, divadelní a televizní herečka (* 23. března 1904)
- 1979 – István Bibó, maďarský právník, historik a politolog (* 7. srpna 1911)
- 1982 – Peter Weiss, německý spisovatel (* 8. listopadu 1916)
- 1985 – Tony Branca, švýcarský pilot Formule 1 (* 15. září 1916)
- 1989
  - Hassler Whitney, americký matematik (* 23. března 1907)
  - Dominik Tatarka, slovenský spisovatel (* 14. března 1913)
  - Woody Shaw, americký jazzový hudební skladatel, hráč na trubku (* 24. prosince 1944)
- 1990 – Jehuda Roth, izraelský archeolog (* 23. července 1908)
- 1994 – Cleanth Brooks, americký literární teoretik (* 16. října 1906)
- 1997 – Jacinto Quincoces, španělský fotbalový reprezentant (* 17. července 1905)
- 1999 – Shel Silverstein, americký básník, textař a spisovatel (* 25. září 1930)
- 2002 – David Riesman, americký právník a sociolog (* 22. září 1909)
- 2003 – Heinz Oestergaard, německý módní návrhář (* 15. srpna 1916)
- 2009 – James Kirkup, anglický básník a překladatel (* 23. dubna 1918)
- 2010 – Frank Frazetta, americký malíř a ilustrátor (* 9. února 1928)
- 2012
  - Bernardo Sassetti, portugalský klavírista a hudební skladatel (* 24. června 1970)
  - Pekka Marjamäki, finský hokejový obránce (* 18. prosince 1947)
- 2022 – Leonid Kravčuk, ukrajinský prezident (* 10. ledna 1934)
- 2024 – James Harris Simons, americký matematik a filantrop (* 25. dubna 1938)

## Svátky

### Česko
- Blažena
- Den matek (je-li neděle)
- Bořislav
- Gordon
- Jason, Jasoň
- Erazim, Erasmus
- Job
- Beatrix, Beatrice

### Svět
- Slovensko: Viktória
- Hongkong: Tin Hau's Day
- Thajsko: Ploughing Ceremony
- Dánsko: Den modliteb
- Mikronésie: Den ústavy
- Severní Karolína, Jižní Karolína: Památeční den konfederace
- Maledivy: Den dětí
- OSN: Mezinárodní den argánie

### Liturgický kalendář
- Sv. Izidor